# Figarol
Figarol est une commune française située dans l'ouest du département de la Haute-Garonne, en région Occitanie. Sur le plan historique et culturel, la commune est dans le pays de Comminges, correspondant à l’ancien comté de Comminges, circonscription de la province de Gascogne située sur les départements actuels du Gers, de la Haute-Garonne, des Hautes-Pyrénées et de l'Ariège.
Exposée à un climat océanique altéré, elle est drainée par la Garonne, le ruisseau de la Justale, le ruisseau de Rieumajou et par divers autres petits cours d'eau. La commune possède un patrimoine naturel remarquable : un site Natura 2000 (« Garonne, Ariège, Hers, Salat, Pique et Neste »), un espace protégé (« la Garonne, l'Ariège, l'Hers Vif et le Salat ») et quatre zones naturelles d'intérêt écologique, faunistique et floristique.
Figarol est une commune rurale qui compte 313 habitants en 2022, après avoir connu un pic de population de 724 habitants en 1836. Elle fait partie de l'aire d'attraction de Saint-Gaudens. Ses habitants sont appelés les Figaroliens ou  Figaroliennes.

## Géographie

### Localisation

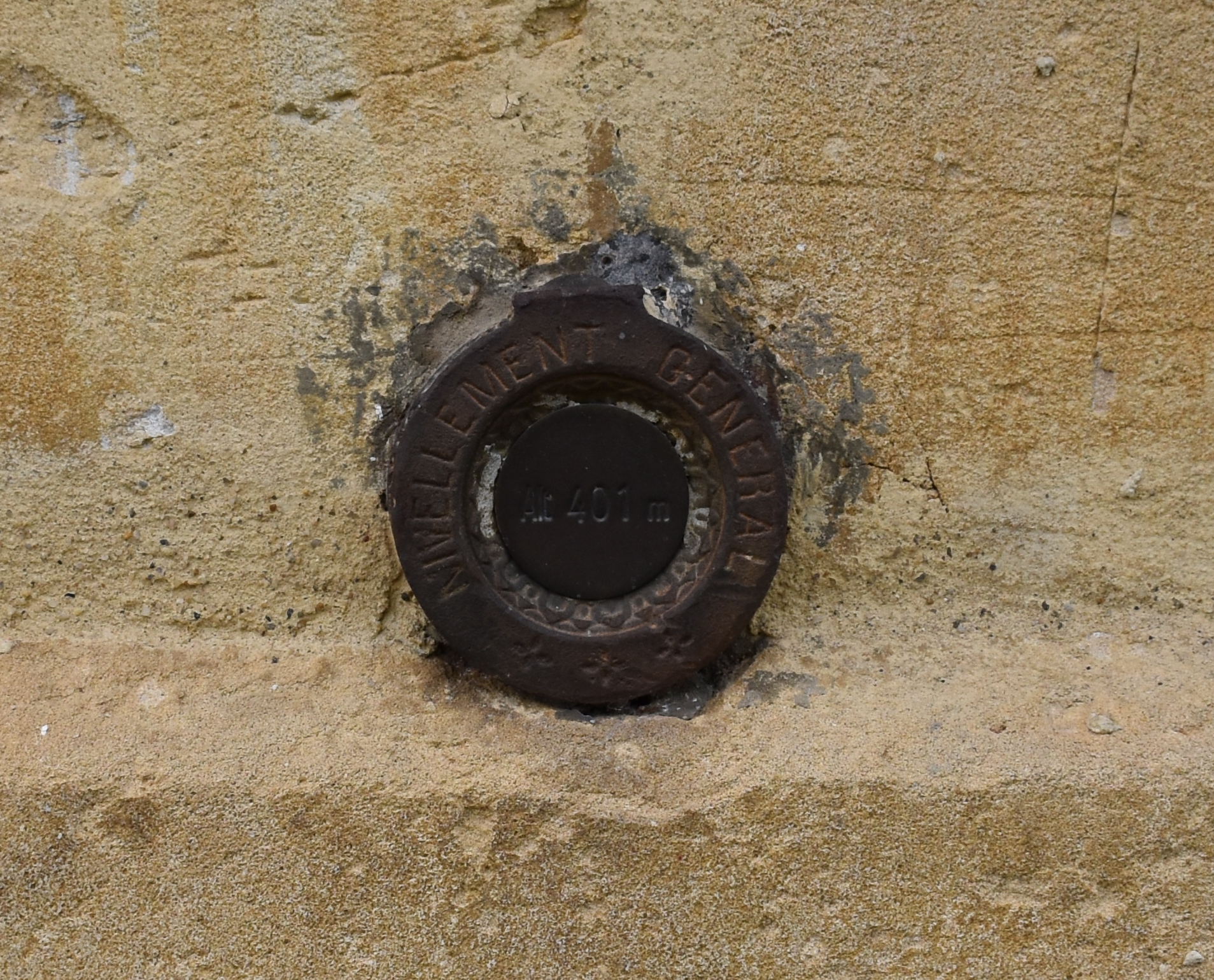
Borne de nivellement sur le mur de l'église - Altitude 401m.

La commune de Figarol se trouve dans le département de la Haute-Garonne, en région Occitanie.
Elle se situe à 73 km à vol d'oiseau de Toulouse, préfecture du département, à 14 km de Saint-Gaudens, sous-préfecture, et à 41 km de Bagnères-de-Luchon, bureau centralisateur du canton de Bagnères-de-Luchon dont dépend la commune depuis 2015 pour les élections départementales.
La commune fait en outre partie du bassin de vie de Salies-du-Salat.
Les communes les plus proches sont : 
Beauchalot (3,4 km), Montespan (3,5 km), Montgaillard-de-Salies (3,8 km), Rouède (3,8 km), Lestelle-de-Saint-Martory (4,1 km), Montsaunès (4,3 km), Mane (4,4 km), Salies-du-Salat (5,3 km).
Sur le plan historique et culturel, Figarol fait partie du pays de Comminges, correspondant à l’ancien comté de Comminges, circonscription de la province de Gascogne située sur les départements actuels du Gers, de la Haute-Garonne, des Hautes-Pyrénées et de l'Ariège.
Figarol est limitrophe de huit autres communes.
Les communes limitrophes sont Lestelle-de-Saint-Martory, Mane, Montastruc-de-Salies, Montespan, Montgaillard-de-Salies, Montsaunès, Rouède et Beauchalot.
| Beauchalot (sur 50 m) | Lestelle-de-Saint-Martory | Montsaunès             |
| Montespan             | Figarol                   | Mane                   |
| Rouède                | Montastruc-de-Salies      | Montgaillard-de-Salies |

### Géologie et relief
La superficie de la commune est de 1 160 hectares ; son altitude varie de 295  à   425 mètres.

### Hydrographie

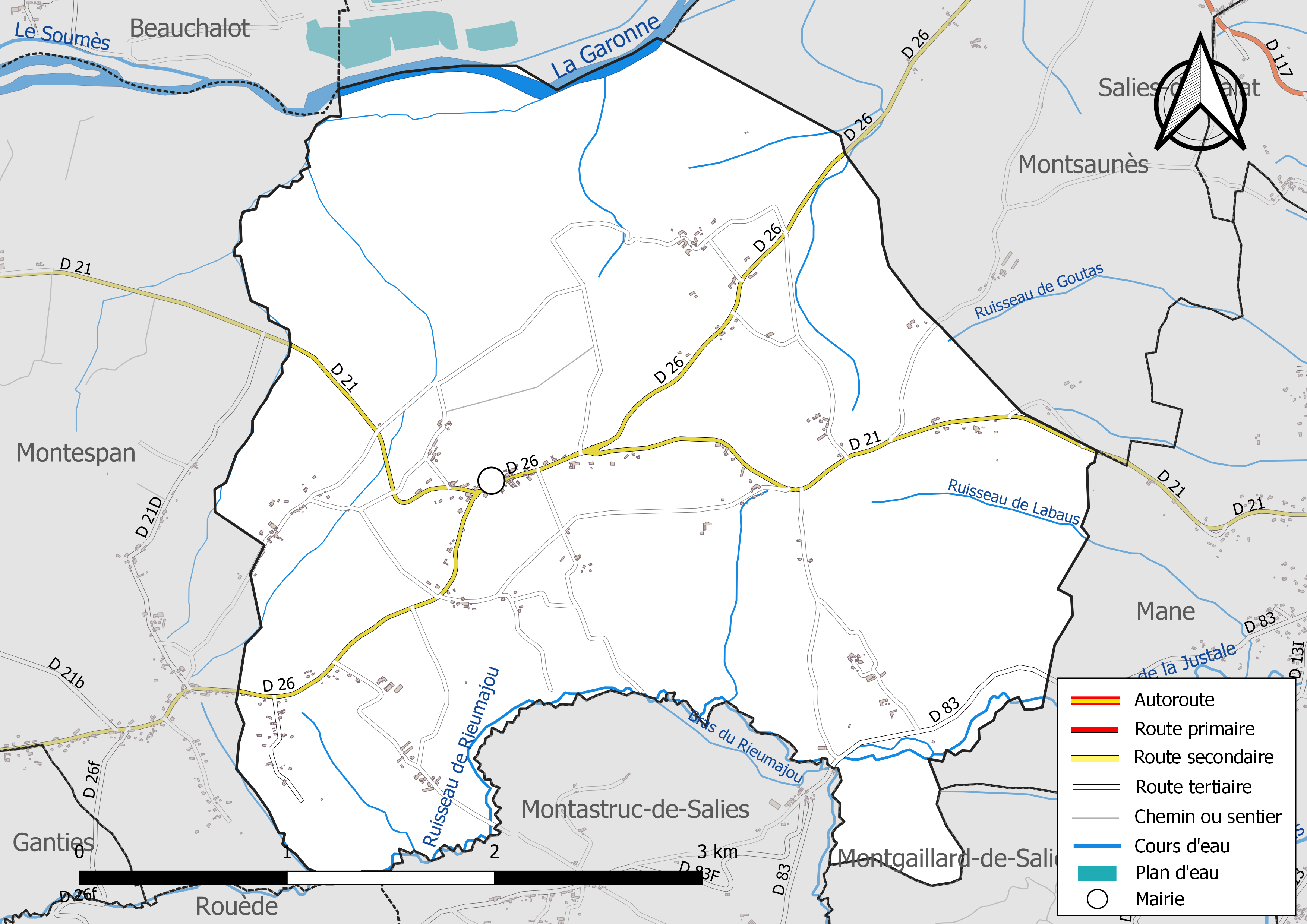
Réseaux hydrographique et routier de Figarol.

La commune est dans le bassin de la Garonne, au sein du bassin hydrographique Adour-Garonne. Elle est drainée par la Garonne, le ruisseau de la Justale, le ruisseau de Rieumajou, un bras de la Justale, le ruisseau de Goutas, le ruisseau de Labaus et par divers petits cours d'eau, constituant un réseau hydrographique de 11 km de longueur totale,.
La Garonne est un fleuve principalement français prenant sa source en Espagne et qui coule sur 529 km avant de se jeter dans l’océan Atlantique.

### Climat
Pour des articles plus généraux, voir Climat de l'Occitanie et Climat de la Haute-Garonne.
En 2010, le climat de la commune est de type climat océanique altéré, selon une étude s'appuyant sur une série de données couvrant la période 1971-2000. En 2020, Météo-France publie une typologie des climats de la France métropolitaine dans laquelle la commune est exposée à un climat de montagne ou de marges de montagne et est dans la région climatique Pyrénées centrales, caractérisée par une pluviométrie annuelle de 1 000 à 1 200 mm.
Pour la période 1971-2000, la température annuelle moyenne est de 12,4 °C, avec une amplitude thermique annuelle de 14,6 °C. Le cumul annuel moyen de précipitations est de 927 mm, avec 9,4 jours de précipitations en janvier et 6,9 jours en juillet. Pour la période 1991-2020, la température moyenne annuelle observée sur la station météorologique la plus proche, située sur la commune de Palaminy à 19 km à vol d'oiseau, est de 13,2 °C et le cumul annuel moyen de précipitations est de 715,2 mm,. Pour l'avenir, les paramètres climatiques de la commune estimés pour 2050 selon différents scénarios d'émission de gaz à effet de serre sont consultables sur un site dédié publié par Météo-France en novembre 2022.

### Milieux naturels et biodiversité

#### Espaces protégés
La protection réglementaire est le mode d’intervention le plus fort pour préserver des espaces naturels remarquables et leur biodiversité associée,.
Un  espace protégé est présent sur la commune : 
« la Garonne, l'Ariège, l'Hers Vif et le Salat », objet d'un arrêté de protection de biotope, d'une superficie de 1 658,7 ha.

#### Réseau Natura 2000

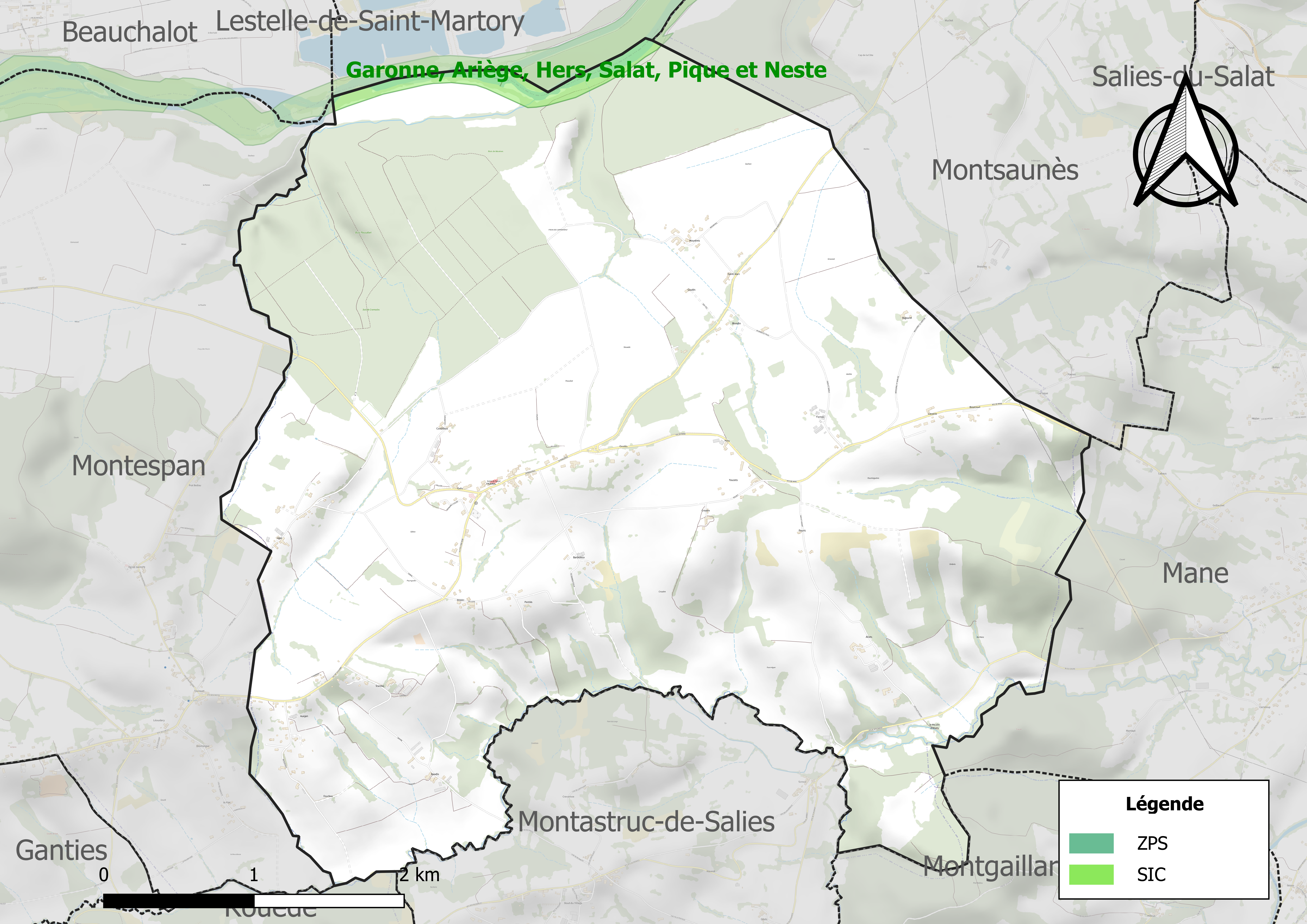
Site Natura 2000 sur le territoire communal.

Le réseau Natura 2000 est un réseau écologique européen de sites naturels d'intérêt écologique élaboré à partir des directives habitats et oiseaux, constitué de zones spéciales de conservation (ZSC) et de zones de protection spéciale (ZPS).
Un site Natura 2000 a été défini sur la commune au titre de la directive habitats : « Garonne, Ariège, Hers, Salat, Pique et Neste », d'une superficie de 9 581 ha, un réseau hydrographique pour les poissons migrateurs (zones de frayères actives et potentielles importantes pour le Saumon en particulier qui fait l'objet d'alevinages réguliers et dont des adultes atteignent déjà Foix sur l'Ariège.

#### Zones naturelles d'intérêt écologique, faunistique et floristique

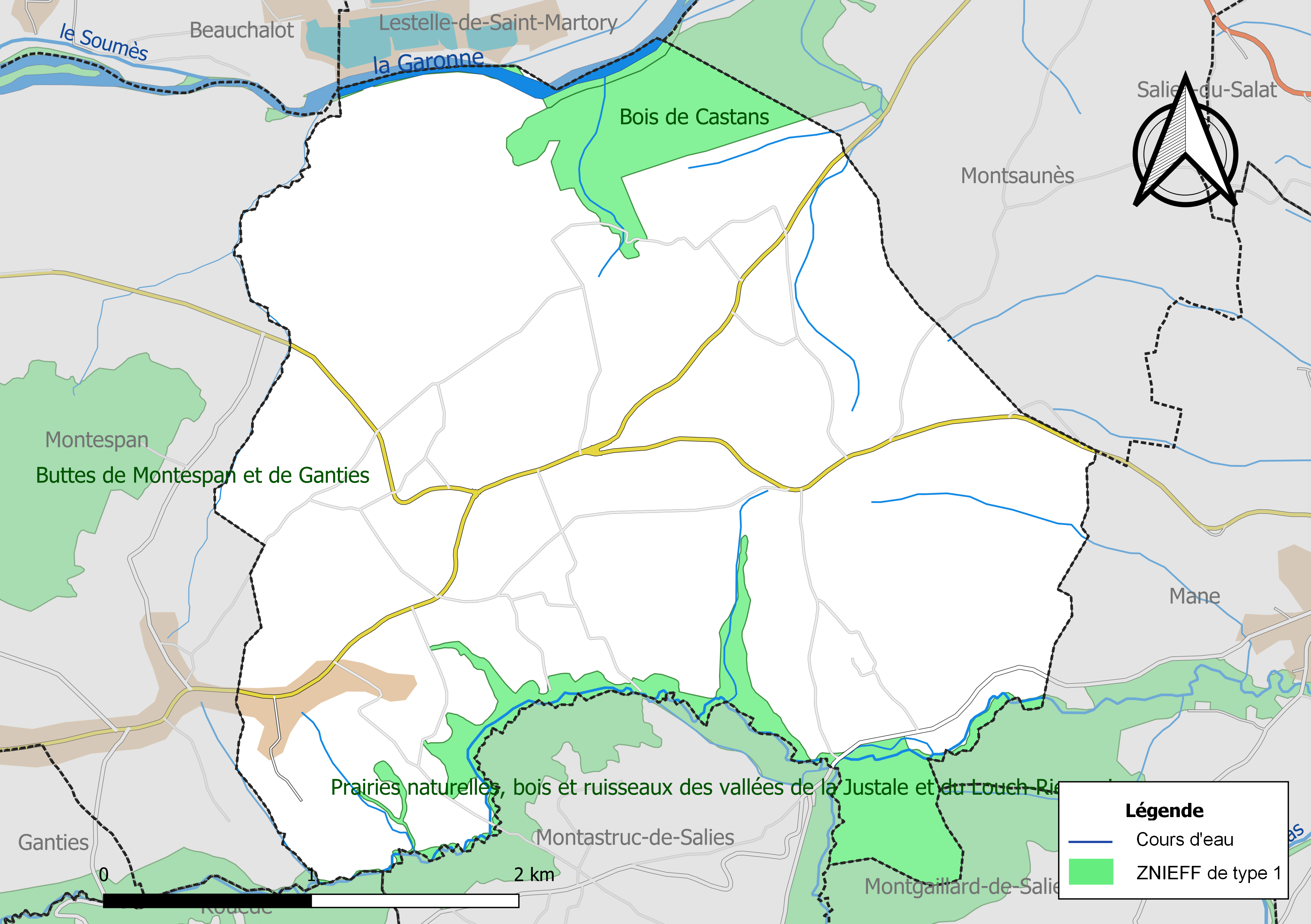
Carte des ZNIEFF de type 1 localisées sur la commune.

L’inventaire des zones naturelles d'intérêt écologique, faunistique et floristique (ZNIEFF) a pour objectif de réaliser une couverture des zones les plus intéressantes sur le plan écologique, essentiellement dans la perspective d’améliorer la connaissance du patrimoine naturel national et de fournir aux différents décideurs un outil d’aide à la prise en compte de l’environnement dans l’aménagement du territoire.
Trois ZNIEFF de type 1 sont recensées sur la commune :
- le « bois de Castans » (99 ha), couvrant 2 communes du département[24] ;
- « la Garonne de Montréjeau jusqu'à Lamagistère » (5 075 ha), couvrant 92 communes dont 63 dans la Haute-Garonne, trois dans le Lot-et-Garonne et 26 dans le Tarn-et-Garonne[25],
- les « prairies naturelles, bois et ruisseaux des vallées de la Justale et du Louch-Rieumajou » (487 ha), couvrant 7 communes du département[26] ;

et une ZNIEFF de type 2, : 
« la Garonne et milieux riverains, en aval de Montréjeau » (6 874 ha), couvrant 93 communes dont 64 dans la Haute-Garonne, trois dans le Lot-et-Garonne et 26 dans le Tarn-et-Garonne.

## Urbanisme

### Typologie
Au 1er janvier 2024, Figarol est catégorisée commune rurale à habitat très dispersé, selon la nouvelle grille communale de densité à sept niveaux définie par l'Insee en 2022.
Elle est située hors unité urbaine. Par ailleurs la commune fait partie de l'aire d'attraction de Saint-Gaudens, dont elle est une commune de la couronne,. Cette aire, qui regroupe 85 communes, est catégorisée dans les aires de moins de 50 000 habitants,.

### Occupation des sols
L'occupation des sols de la commune, telle qu'elle ressort de la base de données européenne d’occupation biophysique des sols Corine Land Cover (CLC), est marquée par l'importance des territoires agricoles (73 % en 2018), une proportion identique à celle de 1990 (73 %). La répartition détaillée en 2018 est la suivante : 
zones agricoles hétérogènes (39,6 %), forêts (25,7 %), terres arables (24,8 %), prairies (8,6 %), zones urbanisées (1,3 %). L'évolution de l’occupation des sols de la commune et de ses infrastructures peut être observée sur les différentes représentations cartographiques du territoire : la carte de Cassini (XVIIIe siècle), la carte d'état-major (1820-1866) et les cartes ou photos aériennes de l'IGN pour la période actuelle (1950 à aujourd'hui).

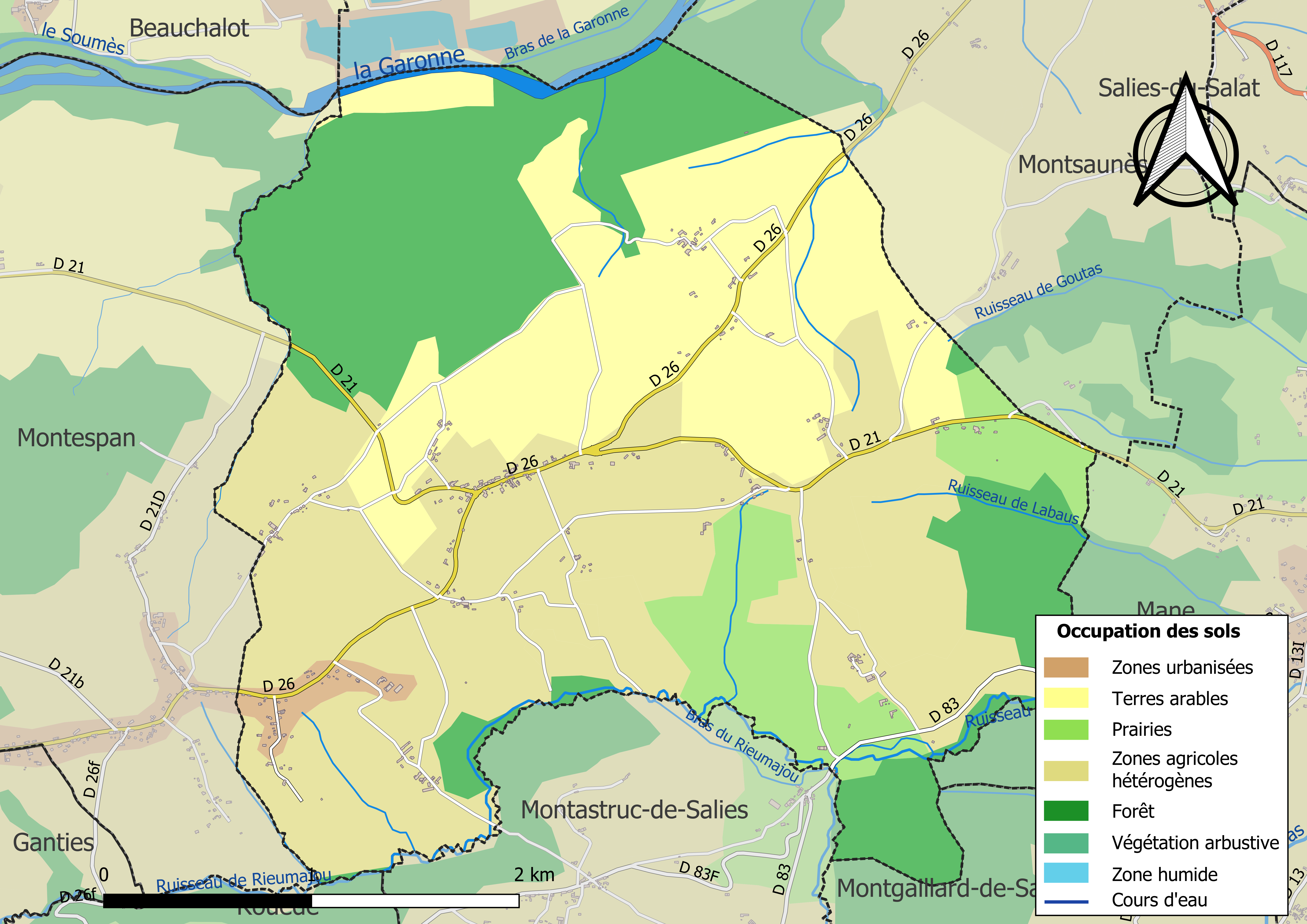
Carte des infrastructures et de l'occupation des sols de la commune en 2018 (CLC).

### Voies de communication et transports
Accès par l'autoroute A64 sortie no 20 puis la route départementale D 117, D 26 ou D 21 et avec le réseau liO Arc-en-Ciel ainsi qu'en gare de Saint-Gaudens.

### Risques majeurs
Le territoire de la commune de Figarol est vulnérable à différents aléas naturels : météorologiques (tempête, orage, neige, grand froid, canicule ou sécheresse), inondations et séisme (sismicité modérée). Il est également exposé à un risque technologique, la rupture d'un barrage. Un site publié par le BRGM permet d'évaluer simplement et rapidement les risques d'un bien localisé soit par son adresse soit par le numéro de sa parcelle.

#### Risques naturels
Certaines parties du territoire communal sont susceptibles d’être affectées par le risque d’inondation par débordement de cours d'eau, notamment la Garonne. La commune a été reconnue en état de catastrophe naturelle au titre des dommages causés par les inondations et coulées de boue survenues en 1982, 1999 et 2009,.

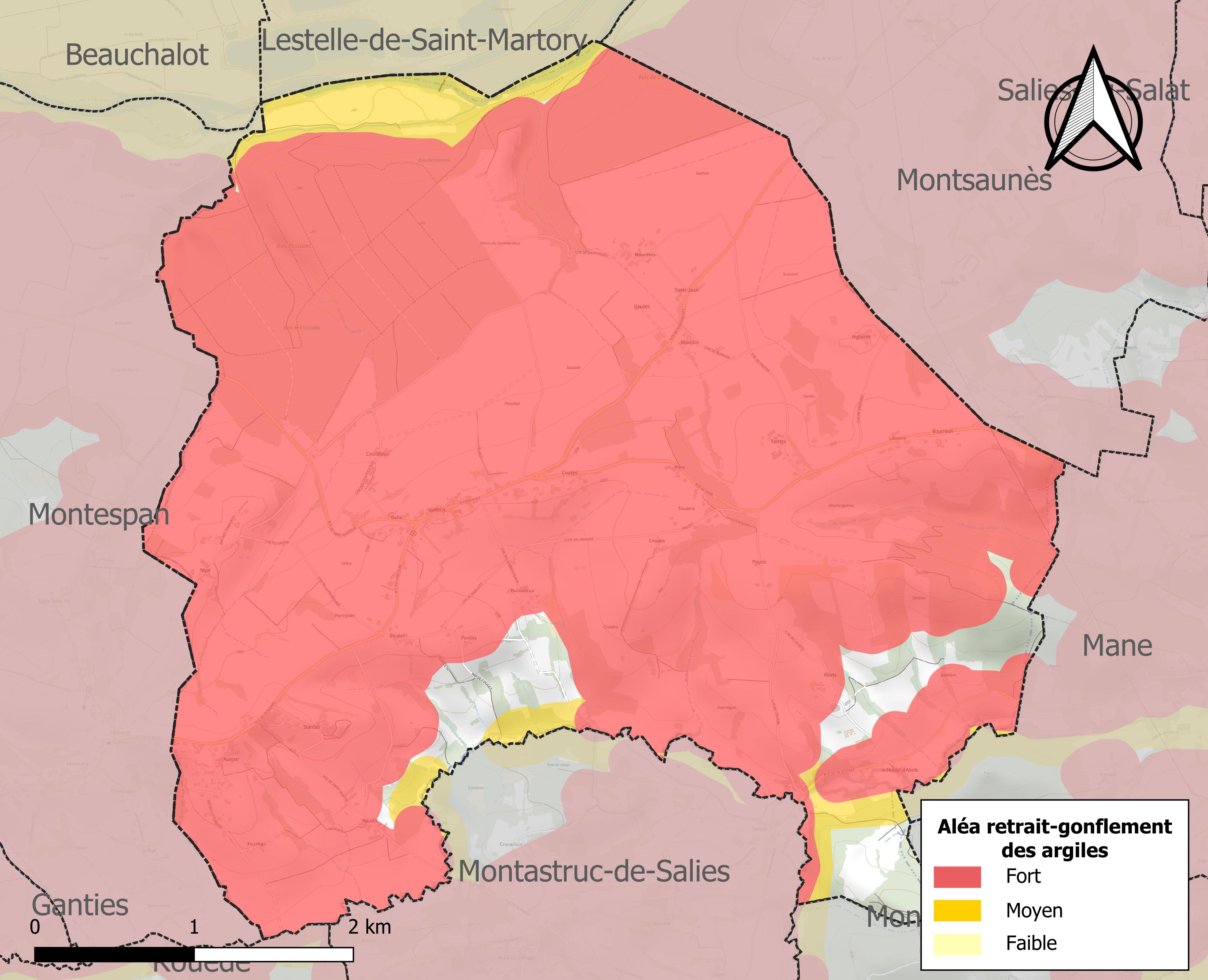
Carte des zones d'aléa retrait-gonflement des sols argileux de Figarol.

Le retrait-gonflement des sols argileux est susceptible d'engendrer des dommages importants aux bâtiments en cas d’alternance de périodes de sécheresse et de pluie. 94,2 % de la superficie communale est en aléa moyen ou fort (88,8 % au niveau départemental et 48,5 % au niveau national). Sur les 157 bâtiments dénombrés sur la commune en 2019, 154 sont en aléa moyen ou fort, soit 98 %, à comparer aux 98 % au niveau départemental et 54 % au niveau national. Une cartographie de l'exposition du territoire national au retrait gonflement des sols argileux est disponible sur le site du BRGM,.
Par ailleurs, afin de mieux appréhender le risque d’affaissement de terrain, l'inventaire national des cavités souterraines permet de localiser celles situées sur la commune.
Concernant les mouvements de terrains, la commune a été reconnue en état de catastrophe naturelle au titre des dommages causés par la sécheresse en 1989 et 2003 et par des mouvements de terrain en 1999.

#### Risques technologiques
La commune est en outre située en aval des barrages du Portillon, de Cap de Long (Hautes-Pyrénées) et de l'Oule (Hautes-Pyrénées). À ce titre elle est susceptible d’être touchée par l’onde de submersion consécutive à la rupture d'un de ces ouvrages.

## Les Templiers et les Hospitaliers
À compter de la seconde moitié du XIIIe siècle, le fief de Figarol appartient à la commanderie templière de Montsaunès puis après la dévolution des biens de l'ordre du Temple elle revient aux Hospitaliers de l'ordre de Saint-Jean de Jérusalem au commencement du siècle suivant, ce fief demeure une annexe de cette même commanderie au sein du grand prieuré de Toulouse.

## Politique et administration

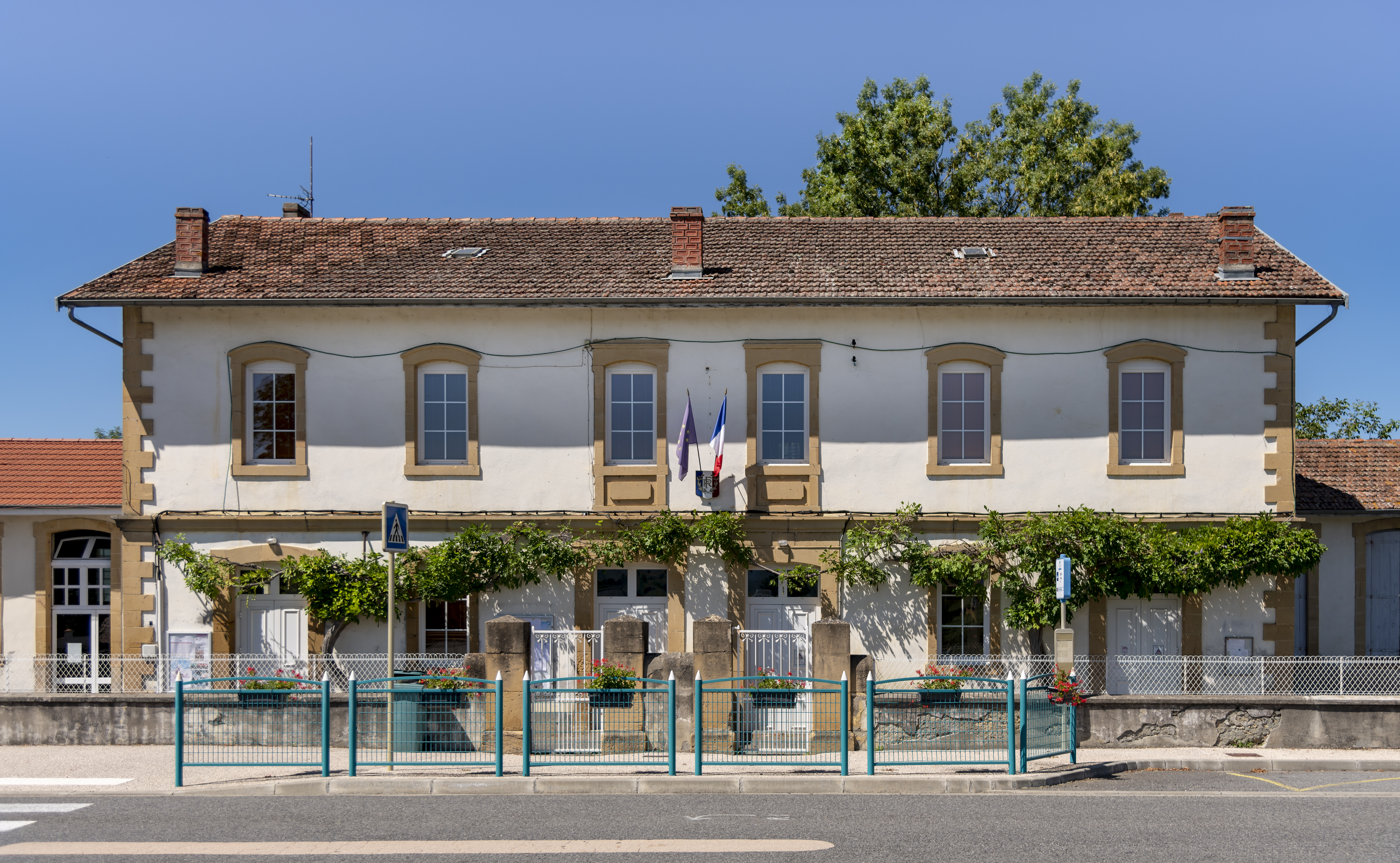
La mairie avec l'école (à droite) et la salle des fêtes (à gauche).

### Administration municipale
Le nombre d'habitants au recensement de 2011 étant compris entre 100 et 499, le nombre de membres du conseil municipal pour l'élection de 2014 est de onze,.

### Rattachements administratifs et électoraux
Commune faisant partie de la huitième circonscription de la Haute-Garonne, de la communauté de communes Cagire Garonne Salat et du canton de Bagnères-de-Luchon (avant le redécoupage départemental de 2014, Figarol faisait partie de l'ex-canton de Salies-du-Salat et, avant le 1er janvier 2017, de la communauté de communes du canton de Salies-du-Salat).

### Liste des maires
| Période                                  | Période  | Identité             | Étiquette | Qualité                     |
| ---------------------------------------- | -------- | -------------------- | --------- | --------------------------- |
| Les données manquantes sont à compléter. |          |                      |           |                             |
|                                          |          | Jean-Julien Foch     |           |                             |
|                                          | 1977     | Georges Ribet        |           |                             |
| mars 1977                                | 2001     | Rémi Tarride         |           |                             |
| mars 2001                                | 2014     | Marcel Grandpierre   |           | Professeur des universités  |
| mars 2014                                | En cours | Jean-Charles Rosello | SE        | Responsable bureau d'études |

## Population et société

### Démographie
| 1793 | 1800 | 1806 | 1821 | 1831 | 1836 | 1841 | 1846 | 1851 |
| ---- | ---- | ---- | ---- | ---- | ---- | ---- | ---- | ---- |
| 466  | 430  | 556  | 602  | 692  | 724  | 708  | 717  | 648  |

| 1856 | 1861 | 1866 | 1872 | 1876 | 1881 | 1886 | 1891 | 1896 |
| ---- | ---- | ---- | ---- | ---- | ---- | ---- | ---- | ---- |
| 625  | 621  | 626  | 599  | 590  | 534  | 520  | 505  | 503  |

| 1901 | 1906 | 1911 | 1921 | 1926 | 1931 | 1936 | 1946 | 1954 |
| ---- | ---- | ---- | ---- | ---- | ---- | ---- | ---- | ---- |
| 476  | 458  | 448  | 328  | 339  | 334  | 321  | 296  | 292  |

| 1962 | 1968 | 1975 | 1982 | 1990 | 1999 | 2004 | 2006 | 2009 |
| ---- | ---- | ---- | ---- | ---- | ---- | ---- | ---- | ---- |
| 267  | 232  | 212  | 188  | 195  | 236  | 264  | 277  | 278  |

| 2014 | 2019 | 2022 | - | - | - | - | - | - |
| ---- | ---- | ---- | - | - | - | - | - | - |
| 289  | 317  | 313  | - | - | - | - | - | - |

| selon la population municipale des années : | 1968 | 1975 | 1982 | 1990 | 1999 | 2006 | 2009 | 2013 |
| Rang de la commune dans le département      | 449  | 462  | 497  | 471  | 508  | 512  | 497  | 483  |
| Nombre de communes du département           | 592  | 582  | 586  | 588  | 588  | 588  | 589  | 589  |

### Enseignement
Figarol fait partie de l'académie de Toulouse.
La commune possède une école élémentaire au sein d'un regroupement pédagogique intercommunal avec la commune Montespan.

### Culture et festivité
Comité des fêtes, salle des fêtes,

### Activités sportives
Chasse, randonnée pédestre, football, pêche, pétanque,

## Économie

### Revenus
En 2018  (données Insee publiées en septembre 2021), la commune compte 132 ménages fiscaux, regroupant 315 personnes. La médiane du revenu disponible par unité de consommation est de 20 600 € (23 140 € dans le département).

### Emploi
|                | 2008  | 2013  | 2018  |
| -------------- | ----- | ----- | ----- |
| Commune        | 5,4 % | 7,9 % | 7,5 % |
| Département    | 7,7 % | 9,6 % | 9,3 % |
| France entière | 8,3 % | 10 %  | 10 %  |

En 2018, la population âgée de 15 à 64 ans s'élève à 182 personnes, parmi lesquelles on compte 79 % d'actifs (71,5 % ayant un emploi et 7,5 % de chômeurs) et 21 % d'inactifs,. Depuis 2008, le taux de chômage communal (au sens du recensement) des 15-64 ans est inférieur à celui de la France et du département.
La commune fait partie de la couronne de l'aire d'attraction de Saint-Gaudens, du fait qu'au moins 15 % des actifs travaillent dans le pôle,. Elle compte 24 emplois en 2018, contre 23 en 2013 et 30 en 2008. Le nombre d'actifs ayant un emploi résidant dans la commune est de 132, soit un indicateur de concentration d'emploi de 17,8 % et un taux d'activité parmi les 15 ans ou plus de 58 %.
Sur ces 132 actifs de 15 ans ou plus ayant un emploi, 20 travaillent dans la commune, soit 15 % des habitants. Pour se rendre au travail, 94,1 % des habitants utilisent un véhicule personnel ou de fonction à quatre roues, 0,7 % les transports en commun et 5,2 % n'ont pas besoin de transport (travail au domicile).

### Activités hors agriculture
26 établissements sont implantés  à Figarol au 31 décembre 2019. Le tableau ci-dessous en détaille le nombre par secteur d'activité et compare les ratios avec ceux du département,.
Le secteur de l'industrie manufacturière, des industries extractives et autres est prépondérant sur la commune puisqu'il représente 26,9 % du nombre total d'établissements de la commune (7 sur les 26 entreprises implantées à Figarol), contre 5,7 % au niveau départemental.

### Agriculture
La commune est dans « La Rivière », une petite région agricole localisée dans le sud du département de la Haute-Garonne, constituant la partie piémont au relief plus doux que les Pyrénées centrales la bordant au sud et où la vallée de la Garonne s’élargit. En 2020, l'orientation technico-économique de l'agriculture sur la commune est la polyculture et/ou le polyélevage.
|               | 1988 | 2000 | 2010 | 2020 |
| ------------- | ---- | ---- | ---- | ---- |
| Exploitations | 27   | 15   | 13   | 12   |
| SAU (ha)      | 673  | 551  | 506  | 436  |

Le nombre d'exploitations agricoles en activité et ayant leur siège dans la commune est passé de 27 lors du recensement agricole de 1988  à 15 en 2000 puis à 13 en 2010 et enfin à 12 en 2020, soit une baisse de 56 % en 32 ans. Le même mouvement est observé à l'échelle du département qui a perdu pendant cette période 57 % de ses exploitations,. La surface agricole utilisée sur la commune a également diminué, passant de 673 ha en 1988 à 436 ha en 2020. Parallèlement la surface agricole utilisée moyenne par exploitation a augmenté, passant de 25 à 36 ha.

## Culture locale et patrimoine

### Lieux et monuments
- Ancienne église Saint-Michel : L’ancienne église Saint-Michel, dont il ne reste que des ruines à ce jour, se situe au hameau du Tépé. Le bâtiment est placé au centre d’un cimetière aujourd’hui désaffecté. Les recherches ont permis d’identifier une architecture de type romane[52].

- Église Saint-Michel : L’église paroissiale Saint-Michel se trouve au cœur de l’actuel village. En forme de croix latine et terminée par un chœur à trois pans, elle fut construite au cours de la seconde moitié du XIXème[52].
- Lavoir du Tépé : Le lavoir du Tépé est bâti sur le site d’une ancienne chapelle Templière. Son bassin rectangulaire est alimenté par une source située sur la hauteur de la colline[52].

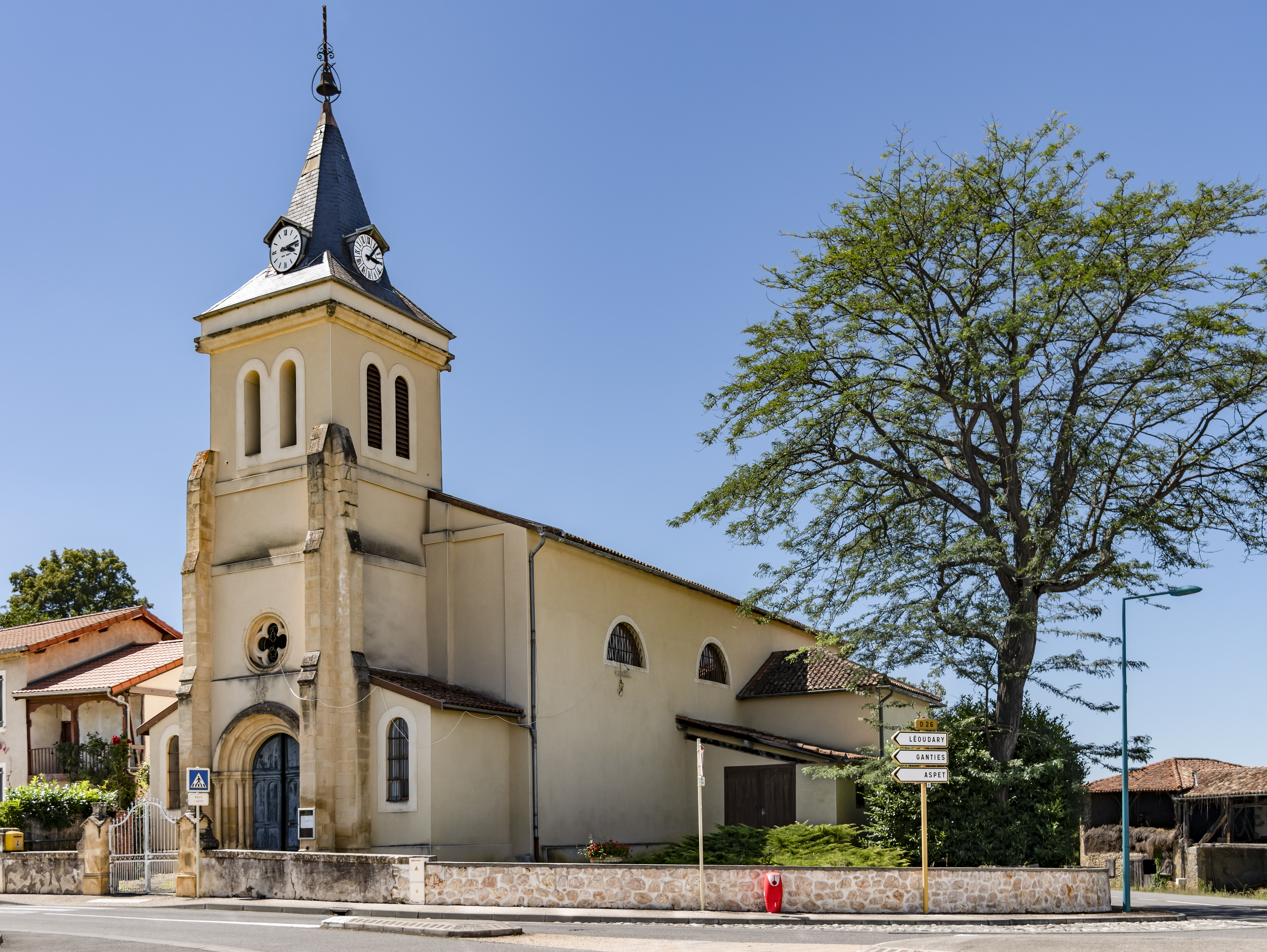
Église Saint-Michel
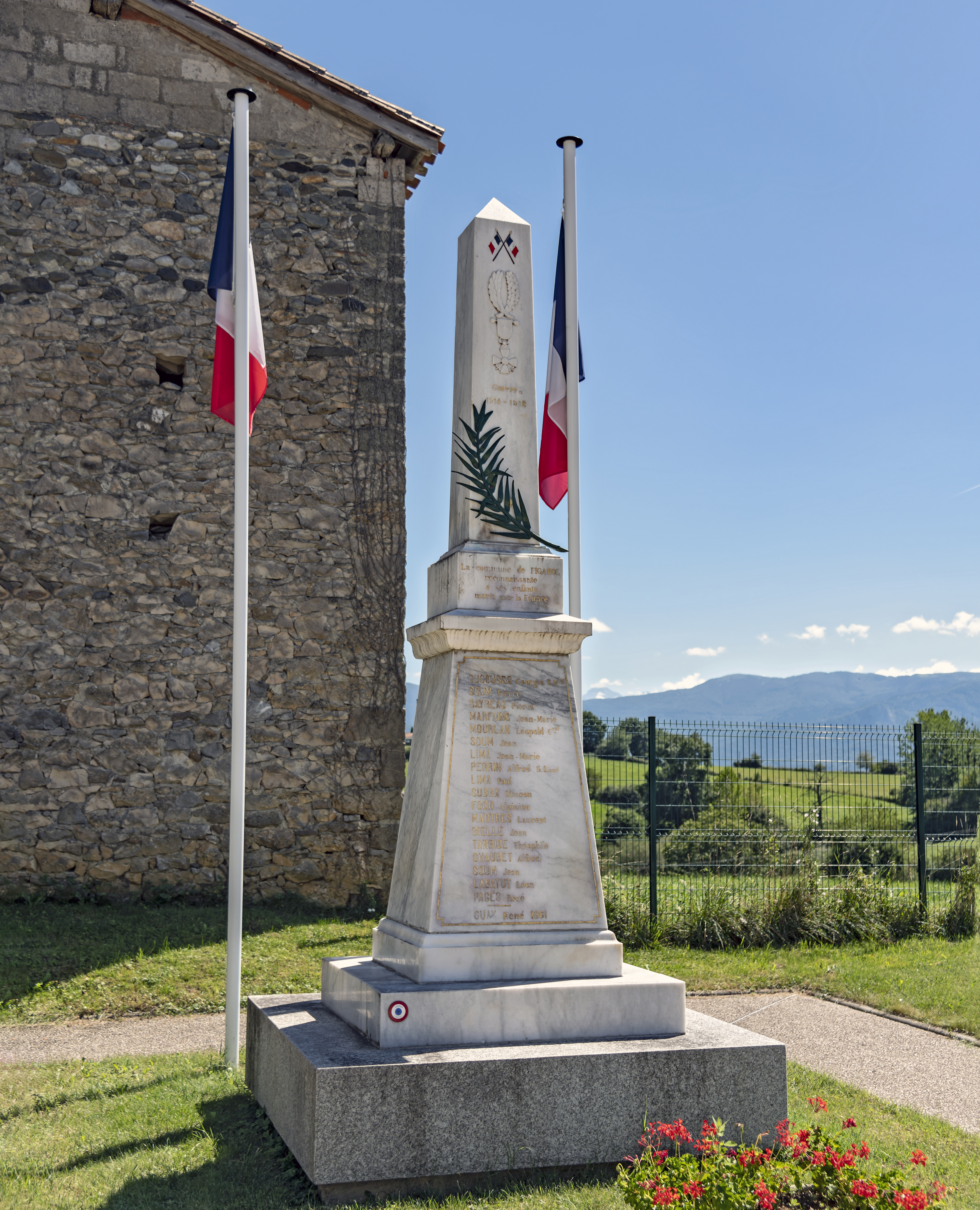
Le monument aux morts